# Angry Birds Friends
Angry Birds Friends est un jeu vidéo de puzzle et le quatrième  jeu de la série de jeu vidéo Angry Birds. Il est développé et édité par Rovio Entertainment. Le jeu est à l'origine un jeu exclusif à Facebook appelé Angry Birds Facebook et est publié le 13 février 2012. Il est renommé en Angry Birds Friends le 23 mai 2012,. La version Facebook du jeu introduit des power-ups. Les versions iOS et Android sortent le 2 mai 2013. Le 27 octobre 2014, Rovio introduit une compétition mondiale pour permettre aux utilisateurs du monde entier de jouer les uns contre les autres.

## Système de jeu
La version mobile dispose de six tournois qui changent deux fois par semaine mais il n'y a pas d'épisodes comme dans les autres jeux ou la version Facebook. Le jeu nécessite une connexion à Facebook pour sauvegarder sa progression. Les trois premiers gagnants de chaque semaine gagnent de l'argent dans le jeu, appelés Bird Coins et qui peut être utilisé pour acheter des power-ups ou acquérir d'autres oiseaux. En outre, la version mobile inclut quatre niveaux où le joueur peut s'entraîner à utiliser des power-ups et peut utiliser des power-ups autant de fois qu'il le veut.
En février 2012, l'épisode "Surf and Turf" est ajouté à la version Facebook et a également été ajouté au jeu original Angry Birds. En juillet 2012, l'épisode "Pigini Beach" est ajouté à la version Facebook
En août 2012, Rovio annonce un partenariat avec le groupe Green Day : 20 nouveaux niveaux sont ajoutés dans la version Facebook mettant en vedette les trois membres du groupe. Les nouveaux niveaux présentent chaque membre de Green Day comme un méchant cochon vert. En arrière-plan, le dernier single et un titre exclusif du groupe sont joués. Les niveaux sont enlevés en décembre 2012.
En mars 2013, Rovio ajoute l'épisode nommé "Pig Tales", des niveaux sur le thème fantasy. La version Facebook est dotée d'un tout nouveau power-up et d'un chapeau champignon qui peut être utilisé dans les avatars du jeu.
Les tournois de la semaine présentent parfois des niveaux basés sur des saisons, comme des niveaux basés sur Noël en décembre et des niveaux basés sur Pâques au printemps.
En mars 2016, Angry Birds Friends ajoute un thème spécial "Year in Space" pour commémorer le retour de l'astronaute américain Scott Kelly et de deux autres cosmonautes ayant passé un an dans la Station Spatiale Internationale.

## Accueil
Le jeu reçoit des critiques mitigées avec un score de 65 % sur Metacritic basé sur 5 évaluations. Pocket Gamer UK critique le jeu et le qualifie de « peu profond et ennuyeux ».
En avril 2013, Rovio annonce que le jeu Facebook a été installé par plus de 60 millions d'utilisateurs avec plus de 1,2 million d'utilisateurs actifs par jour et 10 millions d'utilisateurs mensuels actifs,.